# خانه اسدی و خانه زینعلی
خانه اسدی و خانه زینعلی مربوط به دوره قاجار است و در قزوین، خیابان مولوی، کوچه خطیبی، پلاک ۲۵، محله دیمج واقع شده و این اثر در تاریخ ۱۸ اردیبهشت ۱۳۸۰ با شمارهٔ ثبت ۳۷۹۶ به‌عنوان یکی از آثار ملی ایران به ثبت رسیده است.